# 183. strelska divizija (ZSSR)
183. strelska divizija (izvirno rusko 183. стрелковая дивизия; kratica 183. SD) je bila strelska divizija Rdeče armade v času druge svetovne vojne.

## Zgodovina
Divizija je bila ustanovljena leta 1941 v Wendenu.